# تصوير الأوعية بثاني أكسيد الكربون
تصوير الأوعية الدموية بثاني أكسيد الكربون (بالإنجليزية: Carbon dioxide angiography)‏ هي تقنية تصوير إشعاعي تشخيصية يتم فيها استخدام وسيط تباين قائم على ثاني أكسيد الكربون - على عكس تصوير الأوعية التقليدي حيث يكون وسط التباين المستخدم عادةً عبارة عن اليود - لرؤية ودراسة أوعية الجسم. نظرًا لأن ثاني أكسيد الكربون عبارة عن وسيط تباين غير معتم للإشعاع، يجب إجراء تصوير الأوعية باستخدام تصوير الأوعية بالطرح الرقمي.

## التقنية
تصوير الأوعية الدموية بثاني أكسيد الكربون مخصص فقط للإجراءات المحيطية. في حالة الإجراءات في الجهاز الشرياني، يُسمح بحقن ثاني أكسيد الكربون فقط أسفل الحجاب الحاجز؛ أثناء وجوده في الجهاز الوريدي، يمكن أيضًا فحصه فوق الحجاب الحاجز، بشرط استبعاد الأوعية الدماغية. مع أخذ هذا الجانب في الاعتبار، يتبع النهج العملي نفس إجراءات تصوير الأوعية باليود. يمكن إجراء حقن التباين، بالمثل، باستخدام كل من الأجهزة اليدوية والحاقن الأوتوماتيكي (تصوير الأوعية الدموية بثاني أكسيد الكربون الآلي).

## الخصائص
نظرًا لوجوده بشكل طبيعي في جسم الإنسان، فإن ثاني أكسيد الكربون هو عامل التباين الوحيد المتوافق حيوياً بنسبة 100٪، مما يعني عدم وجود تفاعلات سلبية، مثل الحساسية والسمية الكلوية والسمية الكبدية.
ثاني أكسيد الكربون هو وسيط تباين سلبي وله كثافة إشعاعية منخفضة (بينما يتم تعريف وسائط التباين المعالجة باليود على أنها وسائط تباين إيجابية بسبب كثافتها الإشعاعية العالية). يحدث التباين بسبب معاملات امتصاص الأشعة السينية المختلفة بين الأنسجة وعامل التباين. في نتائج تصوير الأوعية الدموية الناتجة باستخدام ثاني أكسيد الكربون، تبدو الأوعية أكثر إشراقًا من الأنسجة المحيطة، لأن وسيط التباين يمتص إشعاعات أقل من الأشعة السينية بدلاً من وسيط تباين القائم على اليود، حيث يتم عرض الوعاء باللون الأسود.
لا يختلط ثاني أكسيد الكربون بالدم. عند الضغط الجوي، يكون ثاني أكسيد الكربون في شكل غازي، وعندما يخرج من القسطرة، فإنه يشكل سلسلة من الفقاعات التي تزيح الدم، مسببة نقص تروية عابر، فيما يتعلق بمجرى الدم (الضغط الانقباضي). عند إضافتها معًا بواسطة برنامج تصوير الأوعية بالطرح الرقمي المكدس. تكون النتيجة صورة تشخيصية مركبة للإطارات.
ثاني أكسيد الكربون قابل للذوبان بدرجة عالية، مما يسمح بالحقن المتعددة بدون جرعة قصوى، ولكن في حالة الحقن المتعددة، يجب مراعاة الفاصل الزمني الكافي بينهما، وذلك للسماح الغاز المراد طرده من الجسم. بالمقارنة مع الأكسجين، المادة الغازية الأكثر تواجدًا في الجسم، فإن ثاني أكسيد الكربون أكثر قابلية للذوبان بأكثر من 20 مرة، مما يعني إمكانية حقن كميات كبيرة في الجسم.

## الأعراض الجانبية
الإحساس بالحرقان والغثيان والانزعاج المؤقت هي أعراض محتملة أثناء تصوير الأوعية بثاني أكسيد الكربون، ويرجع ذلك أساسًا إلى نقص التروية العابر الناجم عن فقاعات ثاني أكسيد الكربون المتدفقة في مجرى الدم. ثاني أكسيد الكربون مادة سامة للأعصاب أيضًا، لذا يجب تجنب حقن الدماغ. أكثر المضاعفات التي يخشى حدوثها داخل الأوعية الدموية هي الانصمام الهوائي، والذي يمكن أن يؤدي إلى السكتة الدماغية أو احتشاء عضلة القلب أو الشلل أو البتر أو الوفاة، على الرغم من أن هذا الخطر لدى جميع المرضى أقل من 1٪. فإن كمية كبيرة من ثاني أكسيد الكربون المحتبسة في الشريان الرئوي أو الجانب الأيمن من القلب (التي تثير القلق فقط أثناء تصوير الأوردة) تعوق العائد الوريدي مما يؤدي إلى بطء القلب وانخفاض ضغط الدم. يجب تدوير المريض إلى وضع الاستلقاء الجانبي الأيسر في هذه الحالة. لذلك، فإن وجود نظام توصيل يمنع انتشار غرفة الهواء هو إجراء أمان ضروري للمرضى.